# Balcháb
Balcháb popř. Balch (persky بلخ آب‎) je řeka na severu Afghánistánu. Je přibližně 450 km dlouhá. Na horním toku se nazývá Daragez nebo Band-e Amir.

## Průběh toku
Pramení v horském hřbetu Kūh-e Bābā na západě Hindúkuše. V místech, kde vtéká do Baktrijské roviny vytváří deltu a vsakuje se do písku, přičemž nedotéká do Amudarji.

## Využití
V deltě se nacházejí oázy Mazáre Šaríf, Vazirabád (Balch).